# Скоморохова
Скоморо́хова (рос. Скоморохова) — присілок у складі Байкаловського району Свердловської області. Входить до складу Баженовського сільського поселення.
Населення — 89 осіб (2010, 122 у 2002).
Національний склад населення станом на 2002 рік: росіяни — 99 %.